# 金石堂書店
金石堂書店（英語：Kingstone Bookstore）是臺灣大型連鎖書店，由高砂紡織第二代周正剛於1982年創立，創始店位於臺北公館，2001年最盛時期達到102間門市（台灣100間及加拿大2間），為台灣最大連鎖書店（以門市數量計），目前有34家門市及網路書店。

## 歷史
- 1982年11月17日，金石堂圖書股份有限公司成立。
- 1983年1月20日，於台北市古亭區汀州路成立第一家複合式書店「金石文化廣場」，地址為「古亭區水源里汀州路782號」，內部包含書店、服飾店、餐飲店等複合經營（後稱汀州店）[4][5]。

- 1984年5月12日，於台北市的書店聚集地城中區重慶南路一段成立第一家分店城中店。也首開業界風氣之先，發行《出版情報》提供新書資訊供免費索閱。書店還結合了文具店、電腦售票系統、咖啡廳及圖書物流等複合經營。
- 1990年3月，因行政區域調整，汀州店與城中店所在的行政區改為中正區。
- 1991年7月15日，因戶政事務所門牌整編，汀州店地址改為「中正區汀州路三段184號」[6]。
- 1996年，取得ISO 9002國際品質認證。
- 1997年，成立「金石堂網路書店」，開始提供網路電子商務購書服務。
- 2000年，金石堂成立「金石網絡股份有限公司」（Digital Kingstone Co., Ltd.），負責經營金石堂網路書店。
- 2001年，成立台灣地區第100家門市「金石堂北新店」。
- 2011年，成立第一家「金石堂文具店」。
- 2012年8月1日，金石堂網路書店推出三小時到貨服務，範圍限定台北市、新北市中和區及永和區。
- 2012年9月17日，三小時到貨服務範圍增加新北市板橋區、三重區、蘆洲區。
- 2017年6月9日，桃園站前店租約到期結束營業，將於站前商圈另覓新店。
- 2017年11月23日，新營店結束營業[7]。
- 2018年6月24日，城中店因租約到期宣布結束營業。[8][9][10]
- 2018年12月27日，金石堂暌違一年重返桃園市區設點，更以全台首見的「兒童閱讀城堡」概念，主攻親子客層。
- 2019年10月4日，嘉義秀泰店開幕。
- 2020年12月18日，新營店睽違三年重新開幕[11]。屏東店開幕。
- 2022年10月23日，屏東店結束營業。
- 2022年10月30日，台南店因國泰人壽大樓都更宣布結束營業[12]。
- 2022年11月20日，天母店因租金不堪負荷宣布結束營業[13]。原新聞報導是到11月底，但根據臉書知名社團「靠北天母幫」最新消息，正確日期提前至11月20日。
- 2023年3月22日，金石堂暌違五月重返台南市區設點，進駐新光三越台南中山店4樓[14]。原為快閃店，後成為正式店面，並遷至8樓。
- 2023年6月25日，新營店原預定再度歇業，後來在各界極力慰留下決定繼續營業[15]。然而最後仍因不敵經營現實，於2024年2月14日第二次結束營業[16]，5月改由光南大批發接手。
- 2024年3月8日，天母店於大葉高島屋4樓重新開幕。
- 2024年9月3日，金石堂進駐新光三越台南小西門B1。
- 2024年9月19日，金石堂進駐新光三越高雄左營店彩虹市集B2。
- 2024年10月9日，金石堂進駐SKM Park Outlets 高雄草衙大道東3樓。
- 2024年11月29日，金石堂進駐新光三越高雄三多店2樓。

## 分店
近年獨立店面雖然大量萎縮，但商場店面仍有擴展。

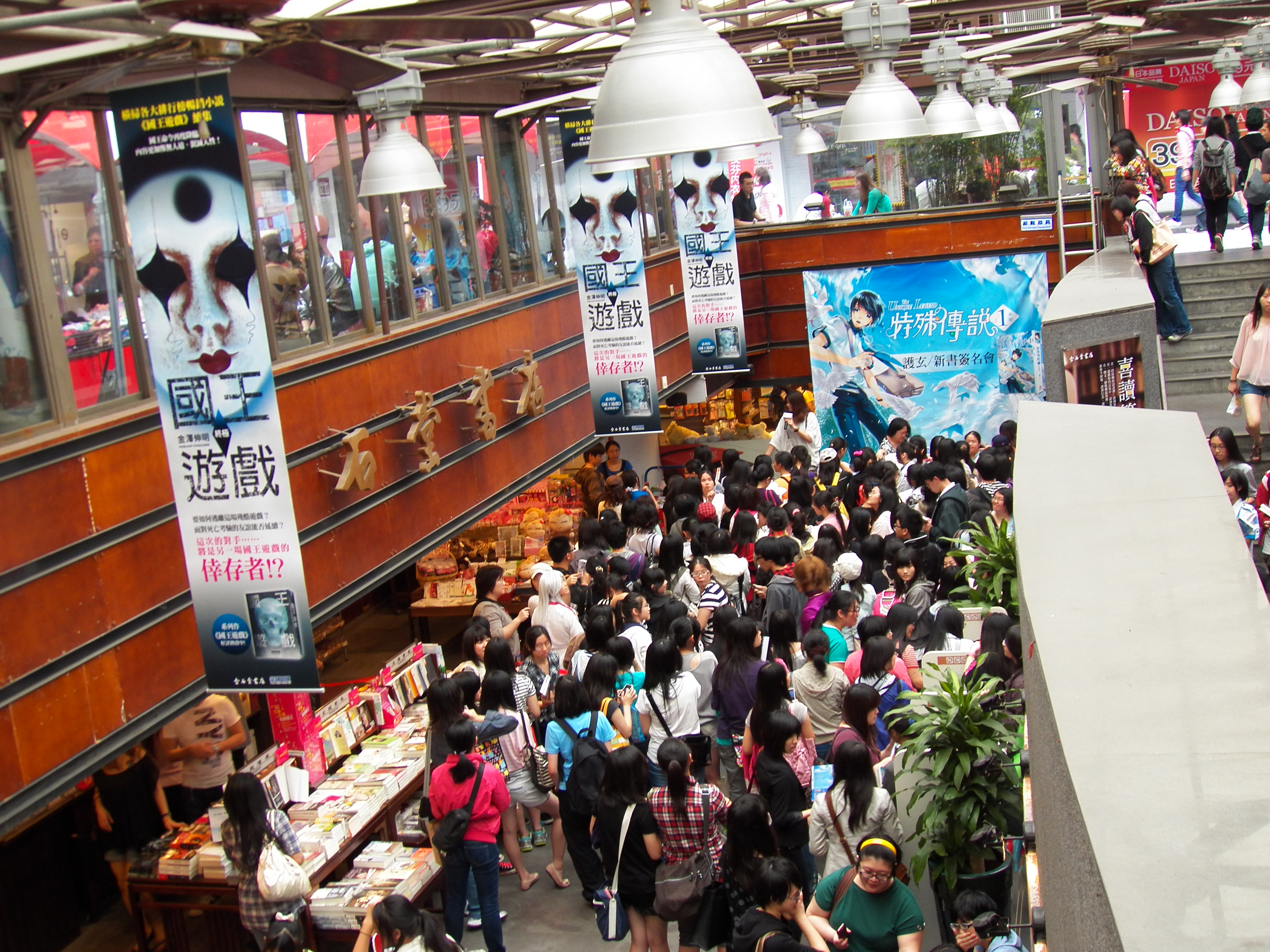
台北汀洲店中庭的護玄
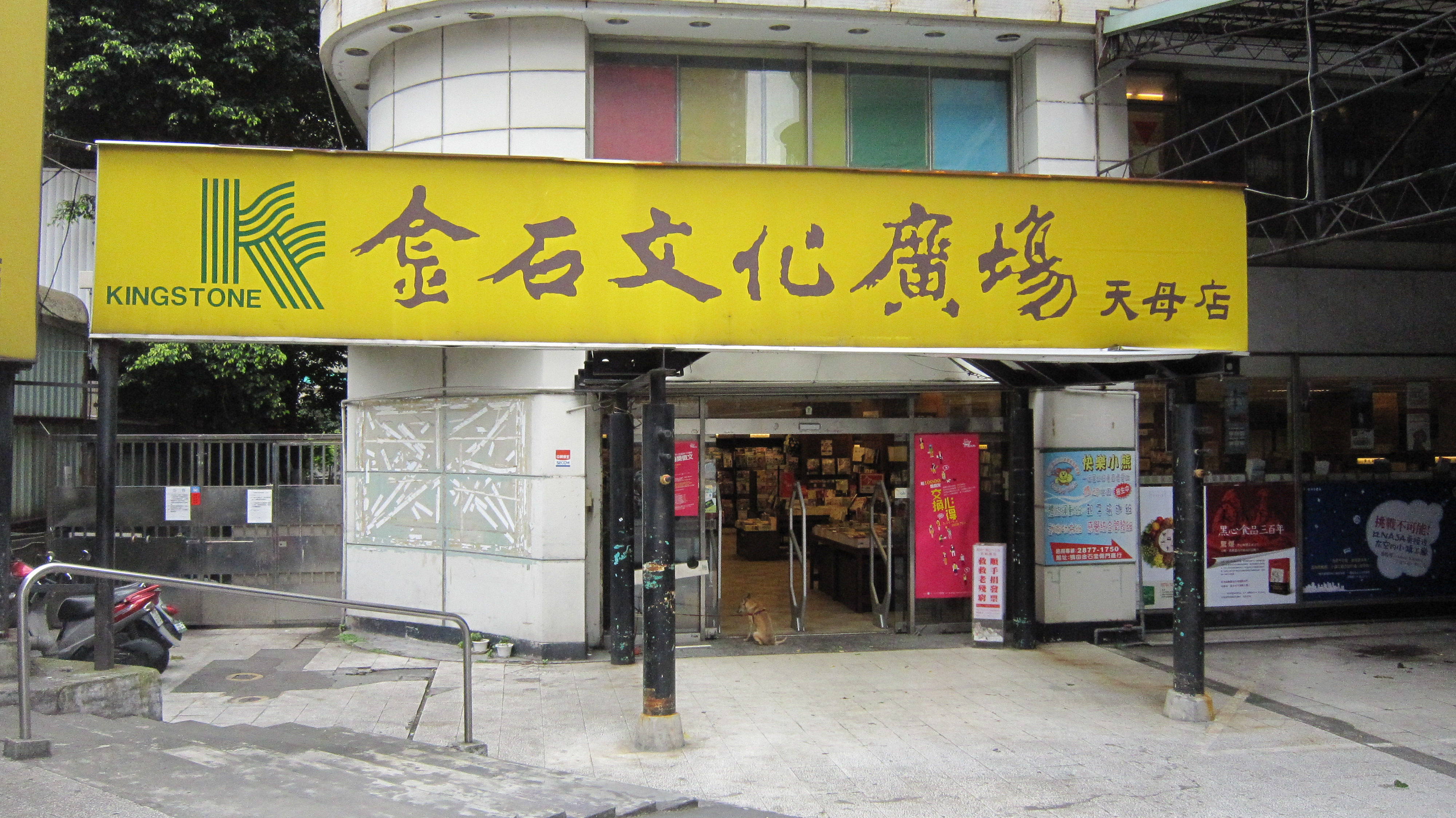
台北天母店（已結業）
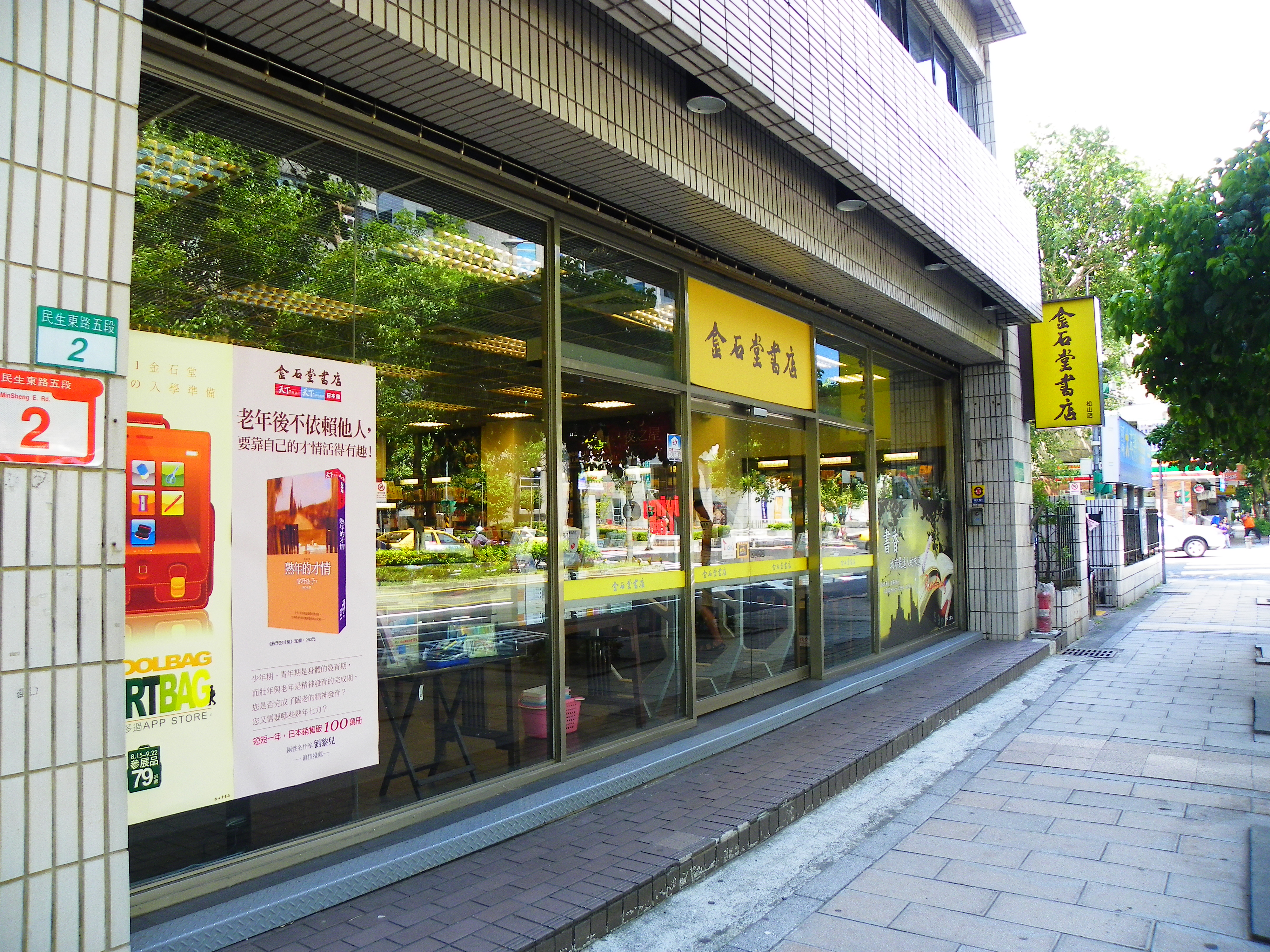
台北松山店（已結業）
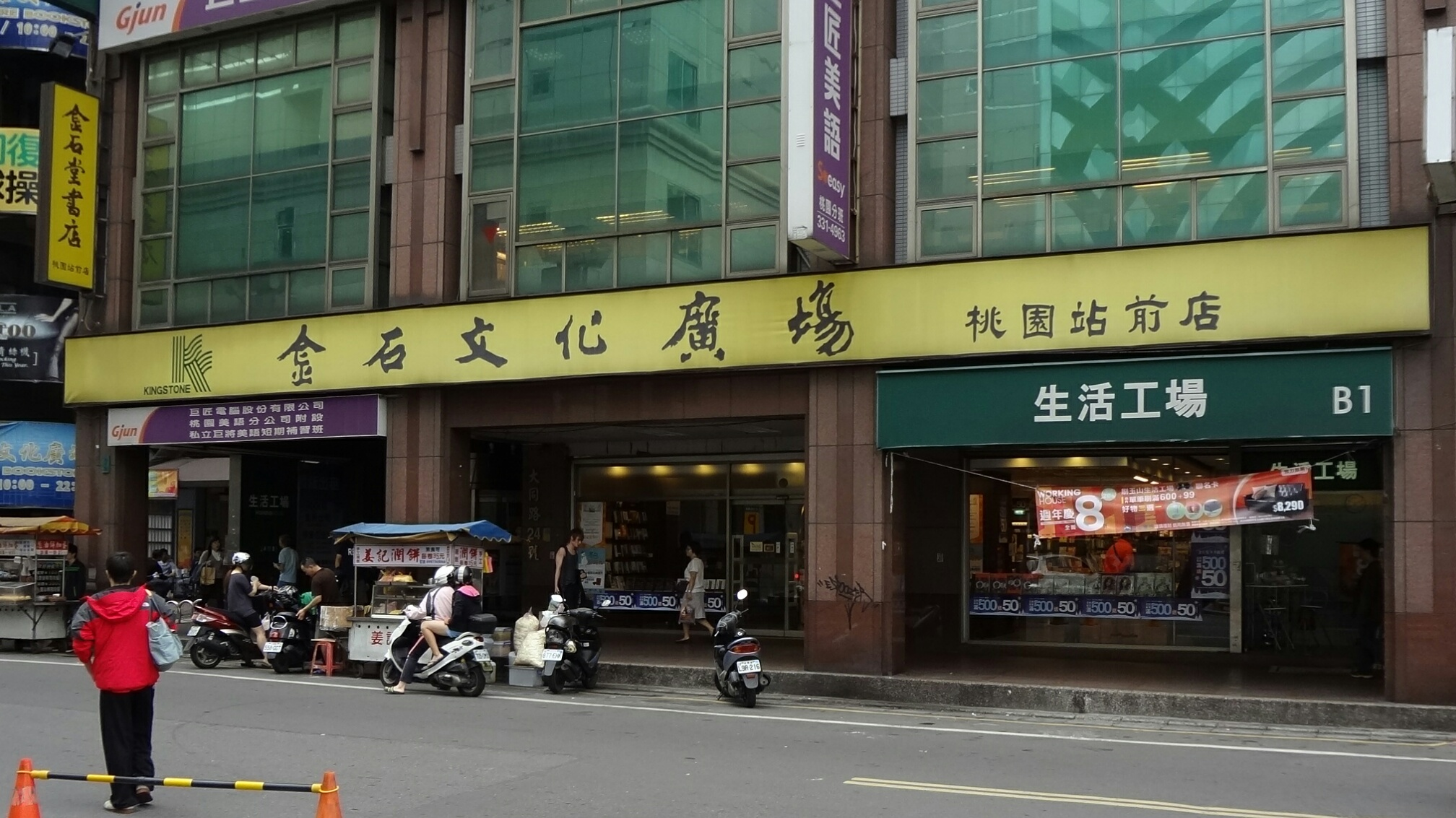
桃園站前店（已結業）

| 縣市   | 鄉鎮   | 分店                                         |
| 台北市 | 中正區 | 汀州店                                       |
| 台北市 | 中正區 | 台大店                                       |
| 台北市 | 大安區 | 和平店                                       |
| 台北市 | 內湖區 | 國醫中心店                                   |
| 台北市 | 內湖區 | 德明店                                       |
| 台北市 | 內湖區 | 內湖大潤發店（大潤發內湖店2樓）              |
| 台北市 | 士林區 | 天母店（大葉高島屋4樓）                      |
| 新北市 | 新店區 | 新店店                                       |
| 新北市 | 板橋區 | 文化店                                       |
| 新北市 | 三峽區 | 北大店                                       |
| 新北市 | 中和區 | 環球店（環球購物中心新北中和店3樓）          |
| 新北市 | 樹林區 | 樹林店（秀泰生活樹林店4樓）                  |
| 新北市 | 新莊區 | 宏匯廣場店（宏匯廣場5樓）                    |
| 桃園市 | 中壢區 | 中壢店                                       |
| 桃園市 | 蘆竹區 | 南崁店（特力家居桃園館5樓）                  |
| 新竹市 | 東區   | 竹百店（新竹大遠百6樓）                      |
| 新竹市 | 東區   | 台積店（台積工作證才可入內）                 |
| 台中市 | 梧棲區 | 新童店                                       |
| 台中市 | 西屯區 | 福科店                                       |
| 台中市 | 東區   | 台中秀泰店（秀泰生活台中站前店2樓）          |
| 台中市 | 南屯區 | 文心店（秀泰生活台中文心店5樓）              |
| 台中市 | 后里區 | 麗寶店（麗寶OUTLET MALL二期D區2樓）          |
| 台中市 | 豐原區 | 豐原店（太平洋百貨豐原店7樓）                |
| 彰化縣 | 彰化市 | 光復店                                       |
| 嘉義市 | 東區   | 嘉義耐斯店（耐斯廣場購物中心5樓）            |
| 台南市 | 中西區 | 中山店（新光三越台南中山店8樓）              |
| 台南市 | 中西區 | 南新店（新光三越台南小西門B1）               |
| 高雄市 | 左營區 | 左營店（環球購物中心新左營車站店3樓）        |
| 高雄市 | 左營區 | 左新店（新光三越高雄左營店 彩虹市集B2）      |
| 高雄市 | 大樹區 | 義大店（義大世界購物廣場C區B1）              |
| 高雄市 | 前鎮區 | 三多店（新光三越高雄三多店2樓）              |
| 高雄市 | 前鎮區 | 夢時代店（統一夢時代購物中心5樓）            |
| 高雄市 | 前鎮區 | 草衙店（SKM Park Outlets 高雄草衙大道東3樓） |
| 屏東縣 | 潮州鎮 | 潮州店                                       |

## 競爭書店
- 誠品書店

## 外部連結
- 金石堂網路書店（中文）
- 金石堂KingStone的Facebook專頁
- 金石堂KingStone的Instagram帳戶
- YouTube上的金石堂KingStone頻道
- 台灣公司資料
- 金石堂網路書店_快樂購特約商_HAPPYGO_快樂購 （页面存档备份，存于）
- 金石堂書店_快樂購特約商_HAPPYGO_快樂購 （页面存档备份，存于）
- 金石堂  LINE 官方帳號 （页面存档备份，存于）